# Iridopsis abjectaria
Iridopsis abjectaria är en fjärilsart som beskrevs av Herrich-Schäffer 1870. Iridopsis abjectaria ingår i släktet Iridopsis och familjen mätare. Inga underarter finns listade i Catalogue of Life.